# Jacques Bral
Jacques Bral (* 21. September 1948 in Teheran; † 17. Januar 2021 in Paris) war ein französischer Filmregisseur und Drehbuchautor, der zuletzt auch als bildender Künstler tätig war.

## Leben und Werk
Bral zog 1966 von Teheran nach Paris, wo er zunächst Architektur an der École des Beaux-Arts studierte. Ab 1968 wechselte er zum Filmstudium am „Institut de Formation Cinématographique“. Dabei entstanden Kurzfilme wie „Quant tout le monde est parti“, „Frisou“ und „M-88“. 1978 gründete er mit Jean-Paul Leca und Julien Lévi die Produktionsfirma „Les Films Noirs“. 1980 drehte er seinen atmosphärisch dichten Erfolgsfilm Die Taxifahrerin, der ihm den „Prix Perspectives du Cinéma Français“ auf den Filmfestspielen in Cannes einbrachte. 1983 folgte ein weiterer bei Kritikern und Publikum erfolgreicher Film, der Krimi Polar – Unter der Schattenlinie um einen ausstiegsbereiten Pariser Privatdetektiv. Bral legte dann wieder eine Pause ein (während der er u. a. 1989 den Film Straße ohne Wiederkehr des in Paris lebenden Samuel Fuller produzierte sowie auch am Drehbuch mitarbeitete) und meldete sich 1993 mit Mauvais Garcon wieder, ein Film über die Liebesaffären eines gerade aus dem Gefängnis entlassenen Einbrechers. In den 1990er Jahren schrieb er Drehbücher – sein nächster Film als Regisseur Tödliche Diamanten (Un printemps à Paris) (ein Krimi mit Eddy Mitchell) kam erst 2006 heraus. Im Jahr 2012 entstand sein Film Le noir (te) vous va si bien.

## Filmografie (Auswahl)

### Als Regisseur
- 1974: Une baleine qui avait mal aux dents
- 1980: Die Taxifahrerin (Extérieur, nuit)
- 1984: Polar – Ein Detektiv sieht schwarz (Polar)
- 1993: Mauvais garçon
- 2006: Tödliche Diamanten (Un printemps à Paris)
- 2012: Le noir (te) vous va si bien

### Als Drehbuchautor
- 1974: Une baleine qui avait mal aux dents
- 1980: Die Taxifahrerin (Extérieur, nuit)
- 1984: Polar – Ein Detektiv sieht schwarz (Polar)
- 1989: Straße ohne Wiederkehr (Street of No Return)
- 1993: Mauvais garçon
- 2006: Tödliche Diamanten (Un printemps à Paris)
- 2012: Le noir (te) vous va si bien

### Als Filmeditor
- 1980: Die Taxifahrerin (Extérieur, nuit)
- 1984: Polar – Ein Detektiv sieht schwarz (Polar)
- 1989: Straße ohne Wiederkehr (Street of No Return)
- 1993: Mauvais garçon
- 2006: Tödliche Diamanten (Un printemps à Paris)
- 2012: Le noir (te) vous va si bien

### Als Filmproduzent
- 1989: Straße ohne Wiederkehr (Street of No Return)
- 1993: Mauvais garçon
- 2006: Tödliche Diamanten (Un printemps à Paris)